# Karasul
Karasul (ros. Карасуль) – wieś (sieło) w Rosji, w obwodzie tiumeńskim, w rejonie iszymskim. W 2010 liczyła 385 mieszkańców.